# Roodsnavelossenpikker
De roodsnavelossenpikker  (Buphagus erythrorynchus) is een oscine zangvogel uit de familie Buphagidae (ossenpikkers).

## Kenmerken
De roodsnavelossenpikker is ongeveer 20 cm groot, hij is gemiddeld iets kleiner dan de geelsnavelossenpikker en heeft een opvallende lichte ring om het oog. De geelsnavelossenpikker heeft dat niet. De snavel van de roodsnavelossenpikker is egaal rood en minder zwaar dan die van de geelsnavelossenpikker. De roodsnavelossenpikker lijkt een beetje op een spreeuw.

## Leefwijze
De vogel heeft de gewoonte om op grote zoogdieren (zowel wilde grote dieren als neushoorns en gnoes als landbouwhuisdieren als runderen) neer te strijken en daar teken, horzellarven en andere parasieten op te pikken.

## Verspreiding en leefgebied
Het is een vogel die leeft in de savannegebieden van Oost-Afrika ten zuiden van de Sahara. Er zijn echter gebieden waar beide soorten naast elkaar voorkomen en zelfs in elkaars gezelschap worden gezien.

## Symbiose
De relatie tussen ossenpikkers en grote zoogdieren werd lange tijd beschouwd als een mooi voorbeeld van mutualisme. Het zoogdier had baat bij het verwijderen van parasieten en de vogel had een eiwitrijk dieet. Uit nader onderzoek blijkt dat roodsnavelossenpikkers zich ook als parasieten gedragen en wonden bij de zoogdieren opzettelijk vergroten om er bloed uit te drinken en dat zij weliswaar teken verwijderen, maar wel de dieren die al volgezogen met bloed zijn, zodat er weinig preventieve werking van uit gaat.
Uit veldobservaties van neushoorns is gebleken dat ossenpikkers deze bijziende dieren waarschuwen bij gevaar. 